# لورن لین
لورن لین (انگلیسی: Lauren Lane؛ زادهٔ ۲ فوریهٔ ۱۹۶۱) یک هنرپیشه، و بازیگر سینما اهل ایالات متحده آمریکا است. وی بین سال‌های ۱۹۸۴ تا ۲۰۱۰ میلادی فعالیت می‌کرد.